# Церковь Георгия Победоносца (Елец)
Це́рковь во и́мя Гео́ргия Победоно́сца — ныне несуществующий православный храм в Александровской слободе города Елец Липецкой области. Располагался на перекрёстке современных улиц Октябрьская и 9-го декабря.

## История
Первая деревянная церковь в казачьей Александровской слободе была выстроена в конце XVI века — начале XVII века и освящена во имя покровителя воинов — святого Георгия Победоносца. Впервые церковь упоминается в 1615 году. В переписных книгах Федора Барятинского 1646 года упоминается как церковь Егория Страстотерпца, что в казачьей слободе за попом Феофилактом.
В 1691 году Тихон Камынин в писцовых книгах впервые описал Георгиевский храм в Ельце: «Да в казачей Александровской слободе церковь великомученика Георгия Александровской слободе церковь великомученика Георгия, да предел Ильи Пророка, деревянная. А в той церкви Царские Двери, и Деисусы, и иконы, и книги, и ризы, и всякая церковная утварь, и колокола. Строение попово и мирское. А мерою той церкви в длину с алтарем и с трапезою 6 сажень, поперек 2 сажени с полсаженью и круг той церкви огорожено вновь кладбищу по наезду. А мерою того кладбища в переднем конце по восточной стране поперечнику двадцать сажен, в заднем конце по западной стране 7 сажен, а длин того кладбища по южной стране 27 сажен, по северной двадцать сажен, а от церкви мерою до городьбы от алтаря на восток тринадцать сажен, на юге семь сажен, на север 4, на запад 7, да той же церкви на церковной земле поп Павел, поп Фёдор, дьячок Мишка Никифоров…».
В 1760 году старая церковь приходом Александровской казачьей слободы была сломана, а на её месте выстроен новый деревянный храм.
После строительства нового храма в 1760 году, Георгиевская церковь больше не упоминается ни в одном из городских документов, так же не показана ни на одном из более поздних планов города.
Историками рассматривалось несколько версий «исчезновения» Георгиевской церкви. Так елецкий историк XIX века Н. А. Ридингер в книге «Материалы для истории и статистики г. Ельца» полагает, что церковь была продана в 1779 году в село Грунин Воргол.
Другой елецкий краевед XIX века Иван Уклеин считал, что церковь во имя великомученика и Победоносца Георгия и святого Василия была перенесена в село Афанасьевское.
Современные историки А. Клоков, А. Найдёнов, А. Новосельцев предполагают более вероятным «исчезновение» Георгиевского храма по причине его гибели в огне большого пожара 1769 года.